# Sektorspinne
Die Sektorspinne oder Sektorenspinne (Zygiella x-notata), auch Gewöhnliche Sektorspinne genannt, ist eine Webspinne der Familie der Echten Radnetzspinnen (Araneidae).

## Merkmale
Die Sektorspinne weist eine Körperlänge von 5 bis 11 mm auf. Ihr gelbbrauner Körper trägt eine blattähnliche Zeichnung auf dem Hinterleib (Opisthosoma).

## Vorkommen
Die Sektorspinne ist in ganz Mitteleuropa weit verbreitet, Richtung Osten wird sie seltener.
Die Sektorspinne baut ihr Netz häufig an Fensterrahmen, innen und außen an Gebäuden, aber auch an Hausmauern, in Nischen, Gittern oder Winkeln, in Holzstapeln und an alten Bäumen. Weil sie der Wärme bedarf, ist sie häufig in menschlichen Siedlungen, z. B. an Außenbeleuchtungen, zu finden. Die Weibchen gehören zu den wenigen Radnetzspinnen, die fast das ganze Jahr über Netze bauen.
Adulte Sektorspinnen sind vom Hochsommer bis in den Spätherbst zu entdecken. In den südlichen wärmeren Gebieten sind sie das ganze Jahr aktiv und leben dort auch ungeschützter, z. B. in Büschen.

## Netzbau

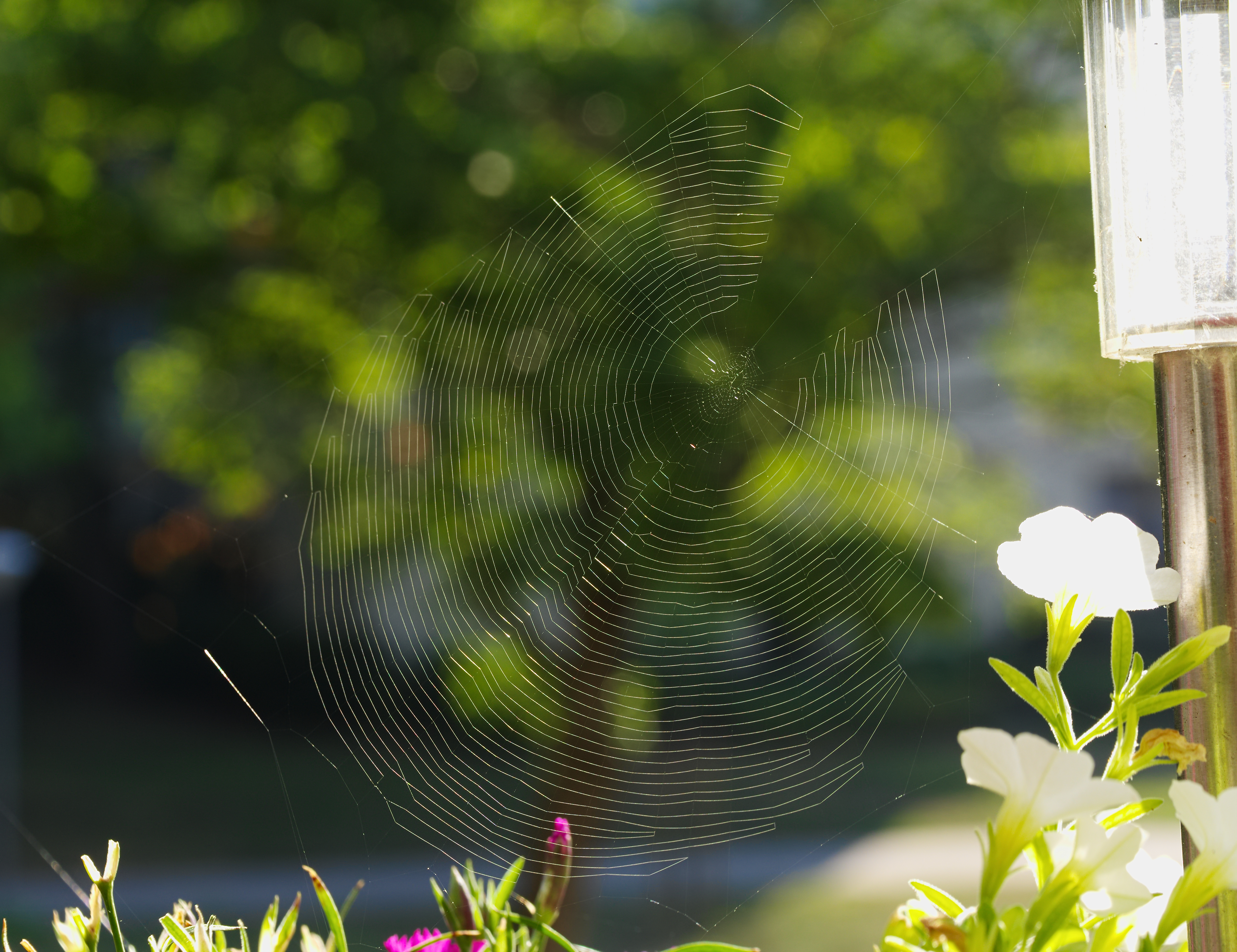
Netz der Sektorspinne

Die adulte Sektorspinne baut ein Radnetz, das sich von dem anderer Radnetzspinnen durch zwei von Spiralfäden freie, aneinandergrenzende Sektoren in einer der beiden oberen Ecken unterscheidet. Nur ein kräftiger, seidener Signalfaden verläuft mittig zwischen den beiden Sektoren vom Zentrum des Netzes bis nach außen. In dieser Ecke, ihrem Schlupfwinkel, wartet die Sektorspinne, bis der Signalfaden signalisiert, dass Beute ins Netz gegangen ist. Abends und nachts jedoch sitzt sie wie die meisten Radnetzspinnen im Zentrum des Netzes. In den Morgenstunden wird das Netz erneuert. Diese Bauart des Netzes erlaubt der Sektorspinne, es auch auf sehr ebenen Oberflächen anzubringen.
Ein mittelgroßes Netz umfasst etwa 25 bis 30 Speichenfäden. Mitunter kommt es vor, dass Sektorspinnen Netze mit vollständigen Spiralfäden bauen. Das ist zumeist bei Jungspinnen der Fall, aber auch bei adulten, wenn der Winkel zwischen Signal- und Speichenfäden zu groß wird.

## Ernährung
Spürt die Spinne durch Erschütterungen des Signalfadens, dass ein Beutetier in ihr Netz geflogen ist, verlässt sie schnell ihren Schlupfwinkel und gelangt entlang des Signalfadens zunächst ins Zentrum ihres Netzes, um sich dort zu orientieren. Dann nähert sie sich schnell der Beute, betastet diese und beißt sie zunächst, meist in den Thoraxbereich. Erst wenn die Fluchtbewegungen der Beute schwächer werden, wickelt sie diese in Spinnseide ein und schleppt sie an einem Faden gesichert und mit einem Bein (des 4. Beinpaares) gehalten in ihren Schlupfwinkel. Bei zu starker Erschütterung des Netzes flüchtet die Spinne in ihren Schlupfwinkel oder lässt sich an einem Faden gesichert fallen.

## Fortpflanzung
Weibchen und Männchen sind vom Hochsommer bis in den Spätherbst häufig zusammen in einer Gespinsthöhle zu entdecken. Je besser das Männchen seine Netze baut, desto paarungswilliger ist auch das Weibchen. Zur Paarung zupft und trommelt das Männchen an einem Paarungsfaden, der am Netz des Weibchens befestigt wird. Die vom Weibchen abgelegten Eier überwintern in einem gesponnenen Kokon. Viele Weibchen überleben bis in den Winter hinein, jedoch überdauert nur der Kokon den Winter. Im Frühjahr schlüpfen die Jungspinnen.

## Bilder

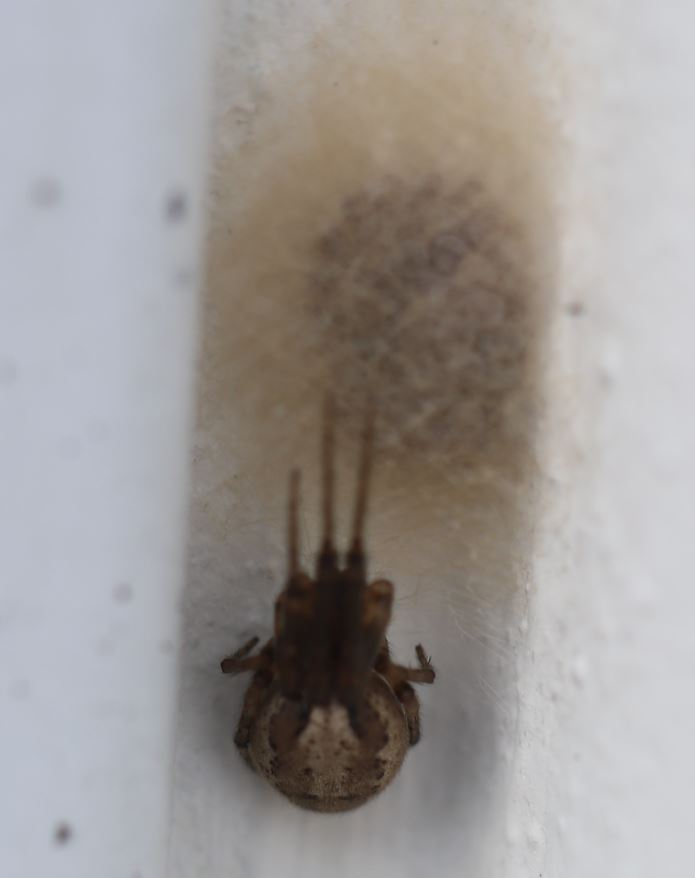
Eine Sektorspinne legt im Herbst einen 9 mm großen Kokon an.
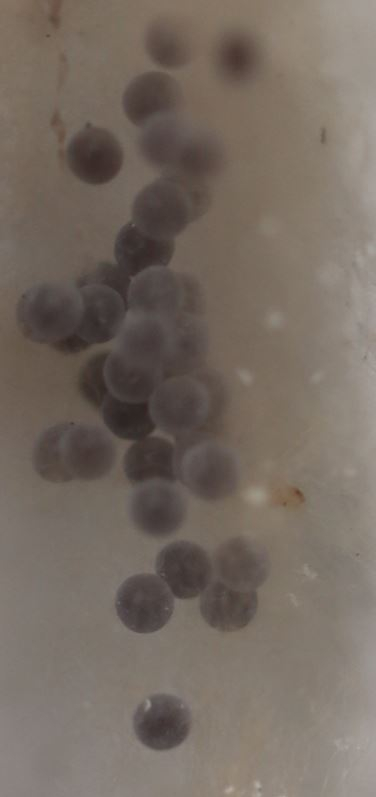
Eier; 1 mm Durchmesser
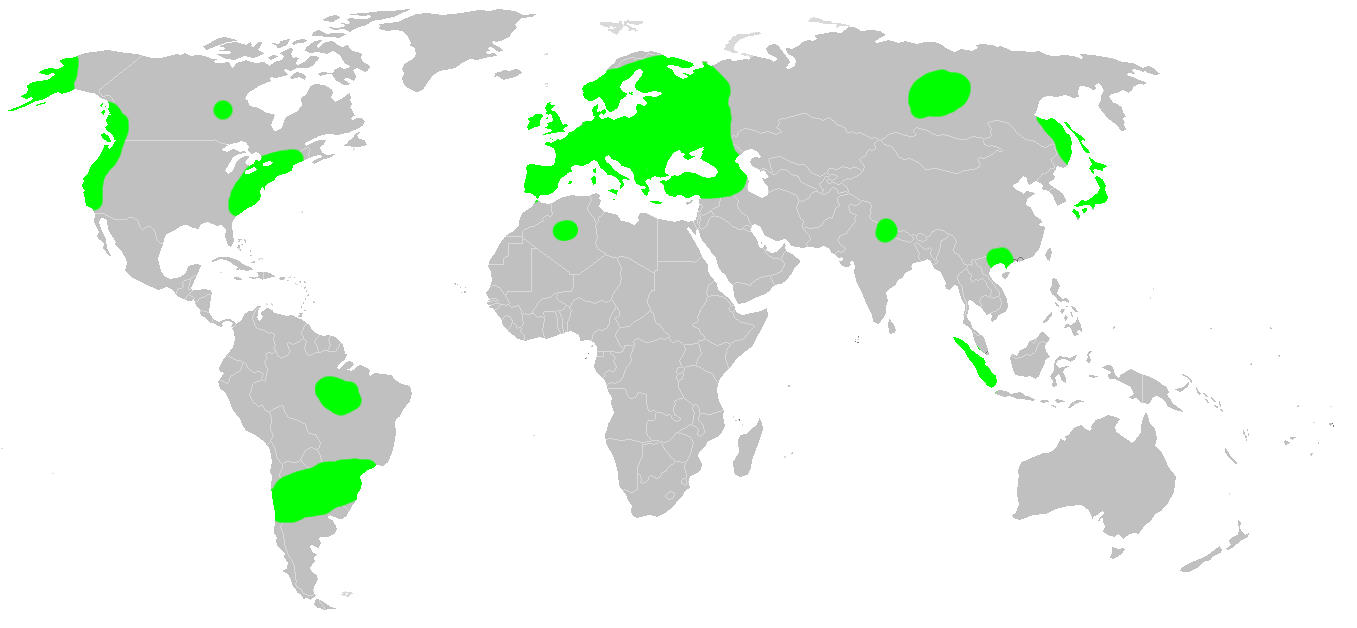
Verbreitung